# Eschenhausen
 (novembre 2021).
Eschenhausen est un quartier de la commune allemande de Bassum, appartenant à l'arrondissement de Diepholz, dans le Land de Basse-Saxe.

## Géographie
Eschenhausen se situe dans la zone centrale de la ville de Bassum, à 2 km au sud-est du centre-ville de Bassum. La Bundesstraße 51 constitue une frontière. Le quartier d'Eschenhausen se compose uniquement du village d'Eschenhausen. À Eschenhausen, il n'y a pas de noms de rue, seulement des numéros de maison.

## Histoire
Eschenhausen est mentionné pour la première fois en 1260 sous le nom d'Essinghus.
Depuis la réforme régionale, entrée en vigueur le 1er mars 1974, l'ancienne commune indépendante d'Eschenhausen est l'un des 16 quartiers de la ville de Bassum.
Démographie
| Année              | 1925 | 1933 | 1939 | 1975 | 1980 | 1985 | 1990 | 1995 | 1997 | 1998 | 1999 | 2015 |
| ------------------ | ---- | ---- | ---- | ---- | ---- | ---- | ---- | ---- | ---- | ---- | ---- | ---- |
| Nombre d'habitants | 150  | 153  | 166  | 234  | 226  | 207  | 197  | 218  | 197  | 225  | 232  | 196  |

## Personnalités
- Ulf Schirmer (né en 1959), chef d'orchestre.

## Source, notes et références
- (de) Cet article est partiellement ou en totalité issu de l’article de Wikipédia en allemand intitulé « Eschenhausen » (voir la liste des auteurs).

1. ↑  (de) « Eschenhausen », sur Bassum (consulté le 13 novembre 2021)
2. ↑  (de) Tobias Denne, « Von Essinghus zu Eschenhausen », sur Weser-Kurier, 2021 (consulté le 13 novembre 2021)
3. ↑  (de) Statistisches Bundesamt, Historisches Gemeindeverzeichnis für die Bundesrepublik Deutschland. Namens-, Grenz- und Schlüsselnummernänderungen bei Gemeinden, Kreisen und Regierungsbezirken vom 27.5.1970 bis 31.12.1982, 1983 (ISBN 3-17-003263-1)